# Zemplínský králík

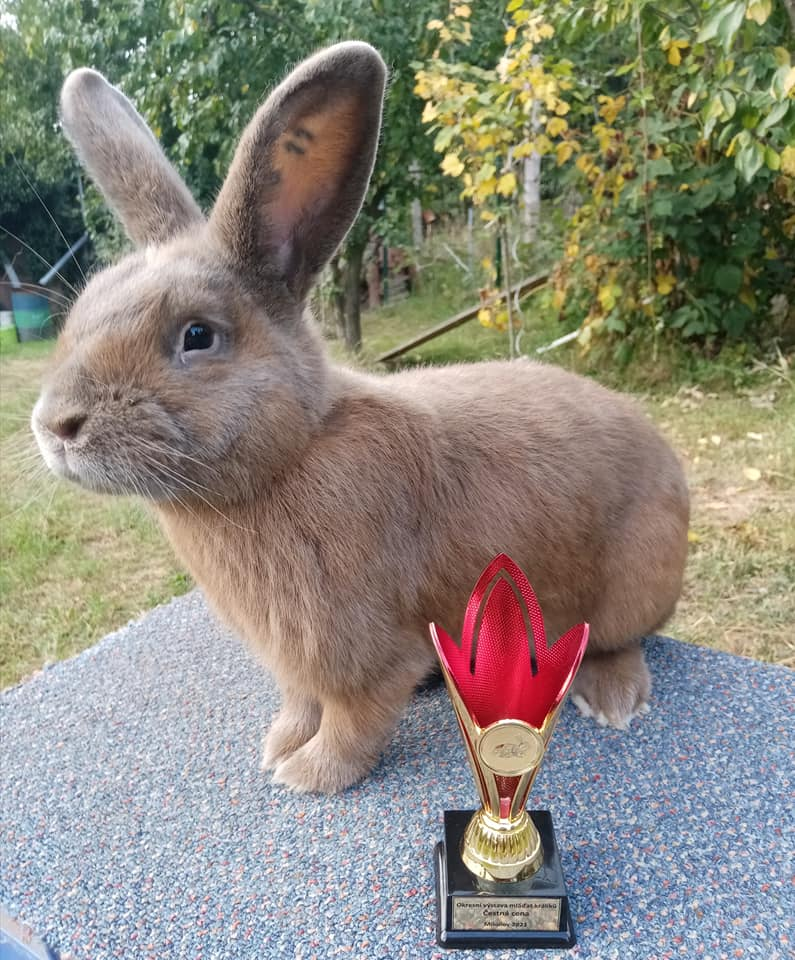
Zemplínský králík

Zemplínský králík vznikl křížením dvou plemen králíků - Vídeňský modrý (Vm) a Novozélandský červený (Nč). Název plemene je odvozeno od lokality jeho vzniku a to Zemplín. Zemplínský králík je středního plemeno.

## Popis plemene
Zemplínský králík má zavalité tělo, válcovité s rovnoměrně rozloženým osvalením. Končetiny tohoto plemene jsou poměrně silné střední délky s polovzpřímeným postojem.
Hlava je výrazná jak u samců, tak i u samic. Krk má zemplínský králík spíše krátký. Uši jsou drženy zpříma u sebe, bývají zpravidla dobře osrstěné se zaoblenými konci. Délka uší se pohybuje od 11 do 12 centimetrů.
Barva srsti je u zemplínských králíků po celém těle intenzivně pastelově hnědá s mírným modrým nádechem. Místa s kratší srstí (např. - uši, hlava, končetiny) mají výraznější namodralý nádech. Podsada je na celém tělu oranžová (na břichu je mírně matnější, světlejší a přecházející až do barvy krémové).
Oči má zemplínský králík šedomodré, pokud převládá hnědá barva, je to předností. Drápy tohoto plemene jsou tmavě rohovité a vousy bývají zbarveny tmavě. Hmotnost by se měla pohybovat v rozmezí 4,25-5,25 kg.
Kromě sportovního chovu je vhodný i na produkci kvalitního masa a kožek zajímavého zbarvení. Zemplínský králík má srovnatelné nároky na ustájení, krmení, ošetřování a veterinární prevenci jako ostatní střední plemena králíků. Oproti běžným křížencům králíků dokáže zemplínský králík potěšit neobvyklým zbarvením srsti a svojí vyšší užitkovostí.
V České republice se zabývá chovem zemplínských králíků např. chovatel Ing. Tomáš Ondrouch.